# Hang động Marble, Kosovo
Marble (tiếng Albania: Shpella e Mermerit, tiếng Serbia: Мермерна пећина/Mermerna pećina) là một hang động ở làng Gadime e Ulët (Donje Gadimlje), trong khu đô thị Lipljan, Kosovo[a]. Nhiều hang động còn hoang sơ và chưa được khám phá. Nó được tìm thấy vào năm 1966 bởi Ahmet Diti, một người cắt đá.

## Hình ảnh

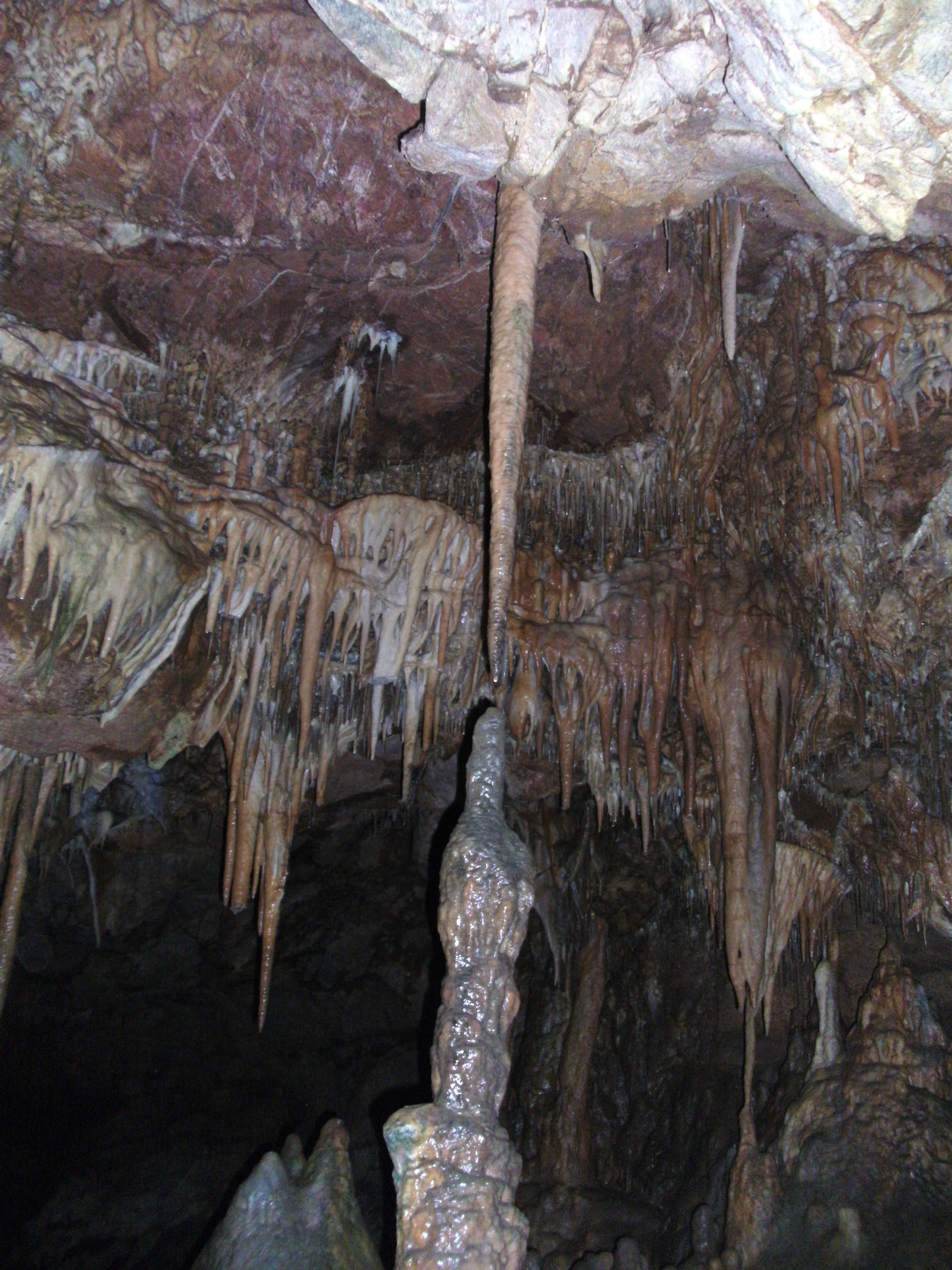
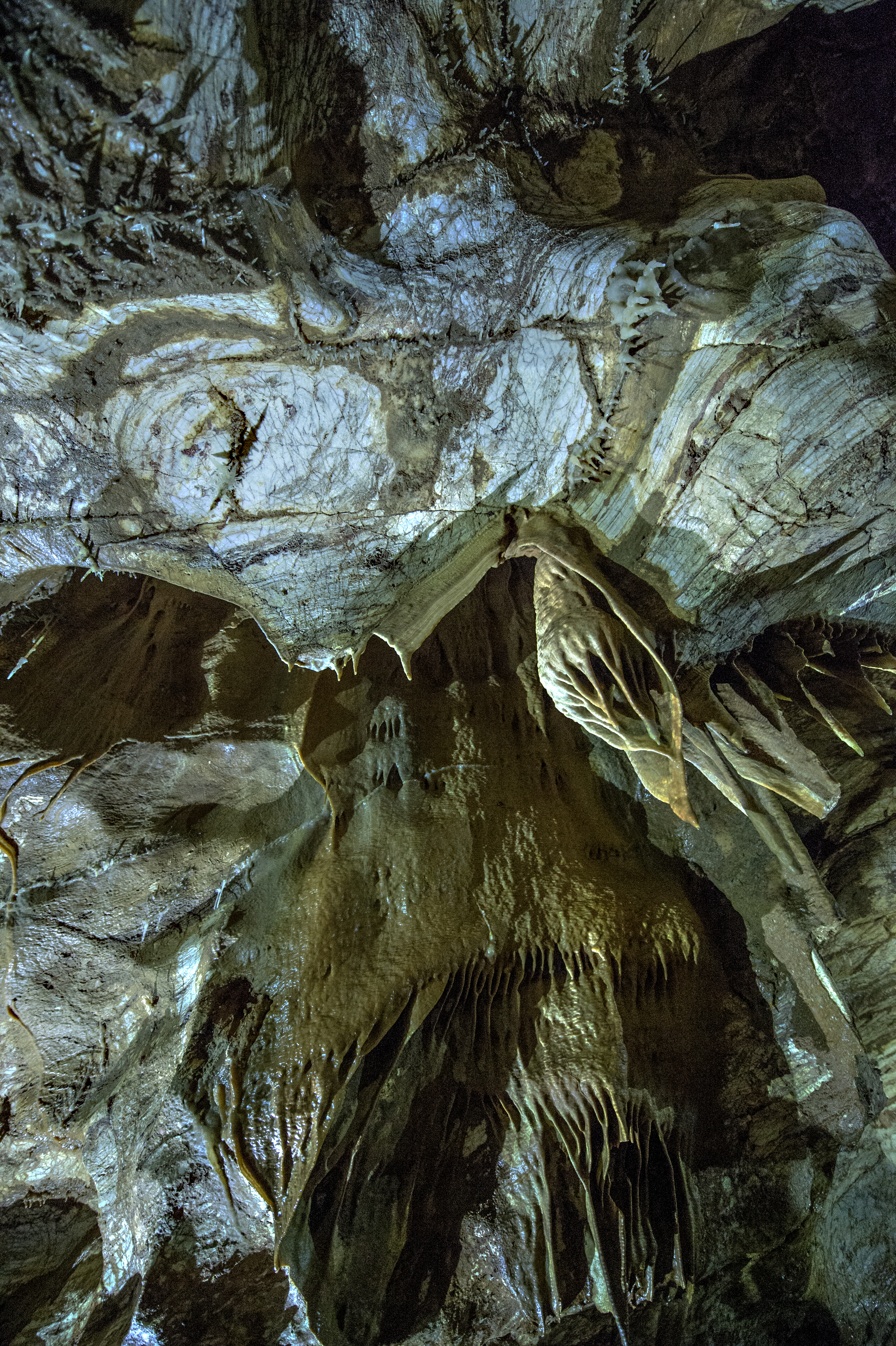
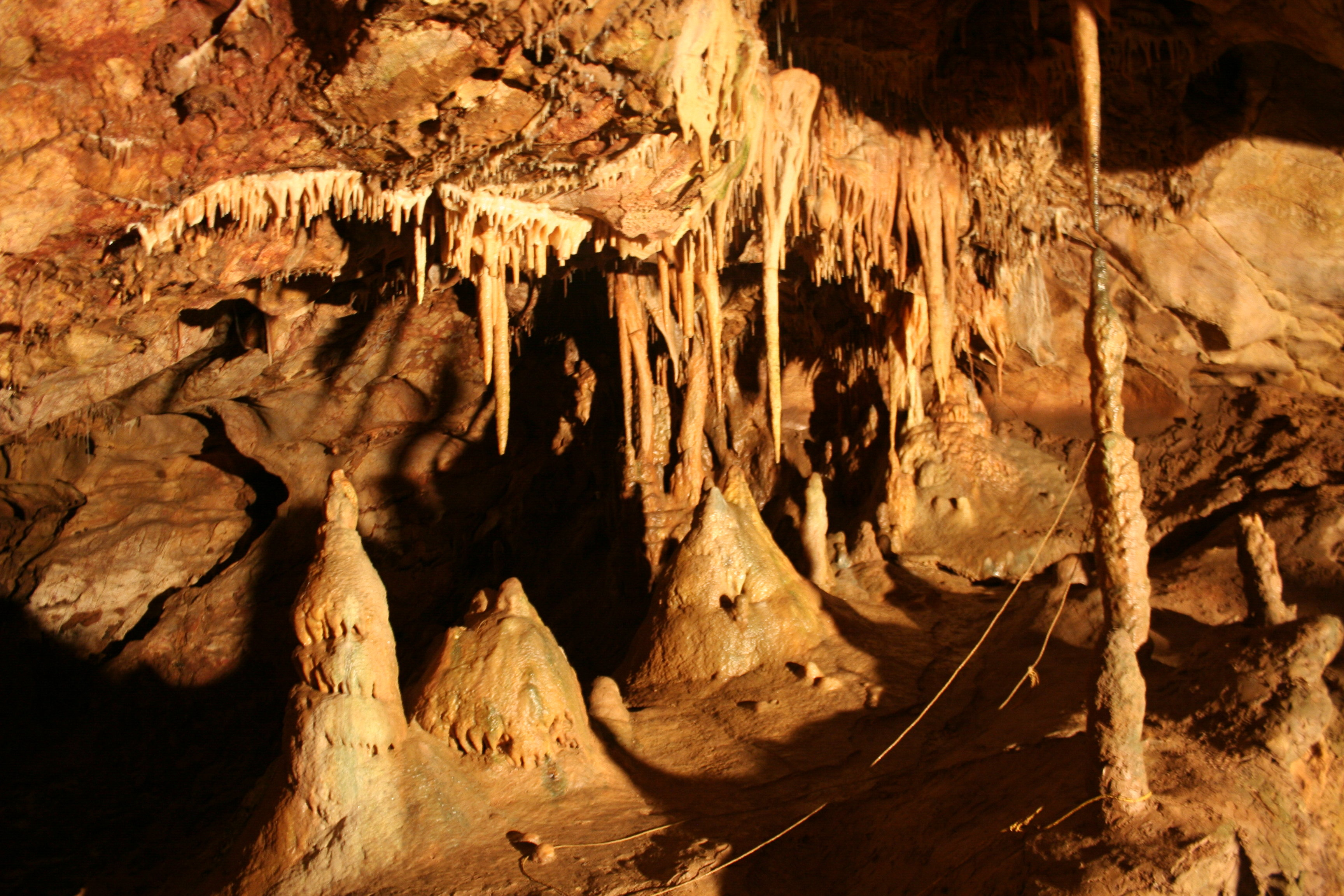